# Jaguapitã
Jaguapitã is een gemeente in de Braziliaanse deelstaat Paraná. De gemeente telt 12.414 inwoners (schatting 2009).

## Aangrenzende gemeenten
De gemeente grenst aan Astorga, Cambé, Centenário do Sul, Guaraci, Miraselva, Munhoz de Melo, Pitangueiras, Prado Ferreira, Rolândia en Santa Fé.